# Рейтерн, Владимир Евстафьевич
Граф Влади́мир Евста́фьевич Ре́йтерн, барон Нолькен (нем. Woldemar Ernst Graf von Reutern Freiherr von Nolcken; 1851—1917) — курляндский губернский предводитель дворянства, член Государственного совета по выборам, егермейстер.

## Биография
Происходил из баронского рода Нолькен. Родился 28 августа (9 сентября) 1851 года в родовом имении Каверсхоф (эст.) Лифляндской губернии. Сын губернского предводителя дворянства барона Густава Георгиевича Нолькена (1815—1879); мать — Юлия Христофоровна, урождённая Рейтерн (1816—1893), сестра министра финансов Михаила Христофоровича Рейтерна.
По окончании Александровского лицея 22 мая 1871 года поступил на службу в Государственную канцелярию по департаменту государственной экономии. В 1874 году был назначен старшим помощником делопроизводителя канцелярии. Проживая в Петербурге в доме своего дяди, имел возможность познакомиться со многими государственными деятелями того времени.
В 1879 году, после смерти своего отца, получил в наследство большое майоратное имение «Ringen» в Курляндской губернии и оставил службу, чтобы заняться сельским хозяйством в этом имении. В 1880-е годах начал службу по выборам. Состоял уездным предводителем дворянства, а также почётным мировым судьей по Виндаво-Гольдингенскому (1895—1904) и Митаво-Баускому (1904—1912) округам.
После смерти своего дяди М. Х. Рейтерна в 1890 году, Владимир Евстафьевич Нолькен получил титул граф Рейтерн, с правом передачи его старшему сыну в роду.
29 марта 1906 года единогласно избран членом Государственного совета от съезда землевладельцев Курляндской губернии, в 1909 году — переизбран. Входил в группу центра, в 1906—1907 годах был членом её бюро. Состоял членом финансовой и законодательных предположений комиссий. В 1912 году выбыл из состава Госсовета за окончанием срока полномочий.
В 1908 году был удостоен придворного звания «в должности гофмейстера»; 12 марта 1909 года был избран Курляндским губернским предводителем дворянства и состоял в этой должности до Февральской революции; 30 июля 1909 года произведен в действительные статские советники, а 6 декабря того же года пожалован в егермейстеры.
Был награждён орденами Св. Анны 2-й степени (1902) и Св. Станислава 1-й степени (1912), имел медали «в память коронации императора Николая II» и «в память 200-летия Полтавской битвы».
Умер 12 ноября 1917 года в Стокгольме.

## Семья
С 18 апреля 1881 года был женат на Юлии фон Бах; в их браке родилось шестеро детей.